# James Capone
James Capone, de son vrai nom Vincenzo Capone, est né le 28 mars 1892 à Angri (Italie) et mort le 1er octobre 1952 à Homer (Nebraska). Il était le frère aîné d'Al Capone, le gangster le plus célèbre des années 1920 et 1930 à Chicago.

## Biographie
James Capone quitte la maison familiale à l'âge de 16 ans et déménage au Nebraska. Il travaille pour perdre son accent de Brooklyn et essaye de dissimuler son ascendance italienne. Il s'enrôle dans l'armée pendant la Première Guerre mondiale où il sert en France.
Après la guerre, James Capone change légalement son nom en Richard James Hart, en l'honneur de sa star favorite de cinéma, William S. Hart. Il se marie en 1919. Après une série de raids réussis contre les bootleggers, il gagne le surnom de « Two-gun » Hart. Au milieu des années 1920, les reporters de journaux découvrent son lien de parenté avec le gangster de Chicago, Al Capone.
En 1926, James Capone devient un agent spécial du Bureau des affaires indiennes. Il est affecté à la réserve indienne de Cheyenne River dans le Dakota du Sud. Il protège le président Calvin Coolidge et sa famille lors de leur visite aux Black Hills. Plus tard, il est transféré à la réserve indienne Spokane à Washington. Il est crédité de l'arrestation d'au moins 20 tueurs recherchés. Il a passé un certain temps comme agent d'application de la loi dans la réserve indienne des Nez Percés de Plummer dans l'Idaho.
Hart retourne à Homer en tant qu'agent de la Prohibition en 1931. Avec son abrogation deux ans plus tard, il devient juge de paix. Il y meurt en 1952 d'une crise cardiaque à l'âge de 60 ans.

### Audiovisuel
- Le dernier des Capone (1990) avec Adrian Pasdar dans le rôle de James Capone et Eric Roberts dans le rôle de Al Capone